# Коростелиха
Коростелиха — деревня Судогодского района Владимирской области России, входит в состав Муромцевского сельского поселения.

## География
Деревня расположена в 7 км на северо-запад от райцентра города Судогда близ автодороги 17Р-1 Владимир – Муром – Арзамас. 

## История
В XIX — первой четверти XX века деревня входила в состав Даниловской волости Судогодского уезда, с 1926 года — в составе Судогодской волости Владимирского уезда. В 1859 году в деревне числилось 8 дворов, в 1905 году — 15 дворов, в 1926 году — 29 хозяйств.
С 1929 года деревня входила в состав Пеньковского сельсовета Судогодского района, с 1940 года — в составе Сойменского сельсовета, с 1959 года — в составе Вольно-Артемовского сельсовета, с 1979 года — в составе Беговского сельсовета, с 2005 года — в составе Муромцевского сельского поселения.

## Население
| 1859 | 1905 | 1926 |
| ---- | ---- | ---- |
| 88   | 82   | 131  |

| 1859 | 1905 | 1926 | 1959 | 1970 | 1979 | 2010 |
| ---- | ---- | ---- | ---- | ---- | ---- | ---- |
| 88   | ↘82  | ↗131 | ↘25  | ↘2   | →2   | ↗4   |
| 2021 |      |      |      |      |      |      |
| ↗6   |      |      |      |      |      |      |